# Rohrdorf (Meßkirch)
Rohrdorf ist ein Ortsteil der Stadt Meßkirch mit 885 Einwohnern (männl. 445, weibl. 440 [Stand: 31. Dez. 2021]) im Landkreis Sigmaringen (Baden-Württemberg).

## Geographie
Das Dorf liegt südwestlich von Sigmaringen am südlichen Rand der Schwäbischen Alb. Die Gemarkungsfläche umfasst rund 1611 Hektar (Stand: 31. Dez. 2010).

## Geschichte

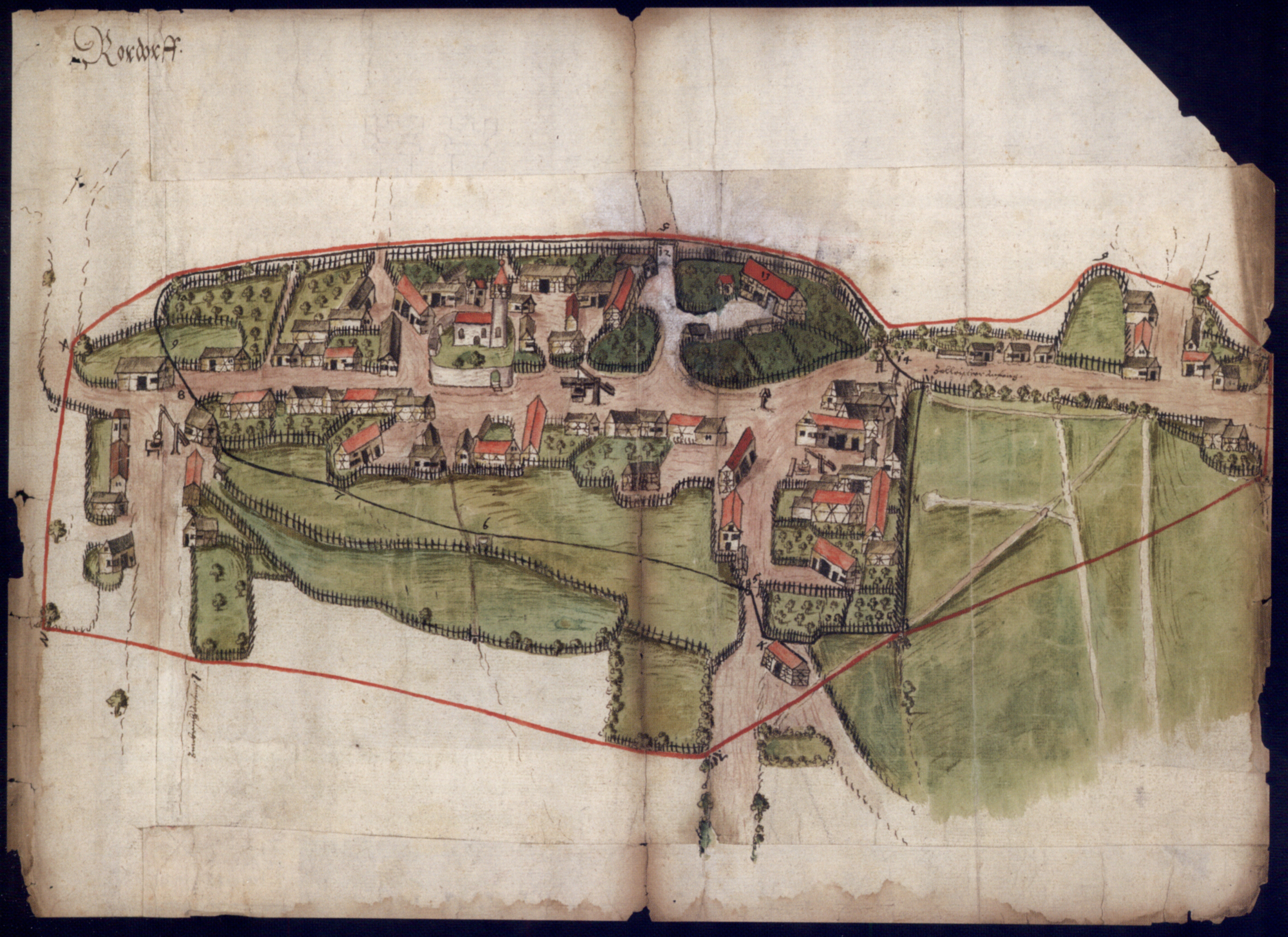
Rohrdorf 1576

Es gibt in der Umgebung sowohl Spuren aus der Kelten- als auch aus der Römerzeit. In einer Urkunde des Klosters St. Gallen wird das Dorf im Jahre 930 erstmals erwähnt. In einer Urkunde aus dem Jahre 1092 wird der Ortsadel erstmals genannt, bis 1210 herrschten die Grafen (nach ihnen die Truchsessen) von Rohrdorf, deren Stammburg die Burg Benzenberg (auch Benzenburg) war. Von der Burg ist heute noch eine Ruine zu finden.
Das Dorf wurde anlässlich der baden-württembergischen Gemeindereform am 1. Januar 1974 in die Stadt Meßkirch eingemeindet.
Die Einwohnerzahl stieg von 795 Einwohnern Ende 2012 auf 885 Ende 2021.

## Politik
Seit der Eingemeindung hat Rohrdorf einen Ortsvorsteher und einen Ortschaftsrat, die die Interessen des Ortes vertreten.

### Ehemalige Bürgermeister
- Karl Rebholz[5]

## Kultur und Sehenswürdigkeiten

### Bauwerke
- Die Ruine Benzenberg war einst mächtiger Herrschaftssitz der Grafen von Rohrdorf. Nach Schleifung für das Meßkircher Zimmernschloss finden sich neben einem großen Schutthügel nur noch wenige Mauerreste.[6]
- Der Feldherrenhügel erinnert mit einer Schutzhütte mit Infotafeln an die Schlacht bei Meßkirch am 5. Mai 1800 zwischen Frankreich und Österreich, eine der blutigsten Schlachten im Zweiten Koalitionskrieg. Bei guter Sicht sieht man die Alpenkette von der Zugspitze bis zu den Ausläufern der Mont-Blanc-Gruppe.[6]
- Bis 2013 war ein von weitem erkennbarer weiß-roter Sendemast eine auffällige Landmarke und auch das höchste Bauwerk des Landkreises Sigmaringen. Der Bodenseesender war eine 1964 errichtete Sendeanlage des SWR für Mittelwelle. Genutzt wurde die Frequenz 666 kHz für die Verbreitung des Programms SWR cont.ra. Die aus ehemals vier Masten bestehende Anlage wurde mehrfach umgebaut. Der letzte verbleibenden 244 m hohe Sendemast wurde 2012 stillgelegt und am 10. Oktober 2013 gesprengt[7].

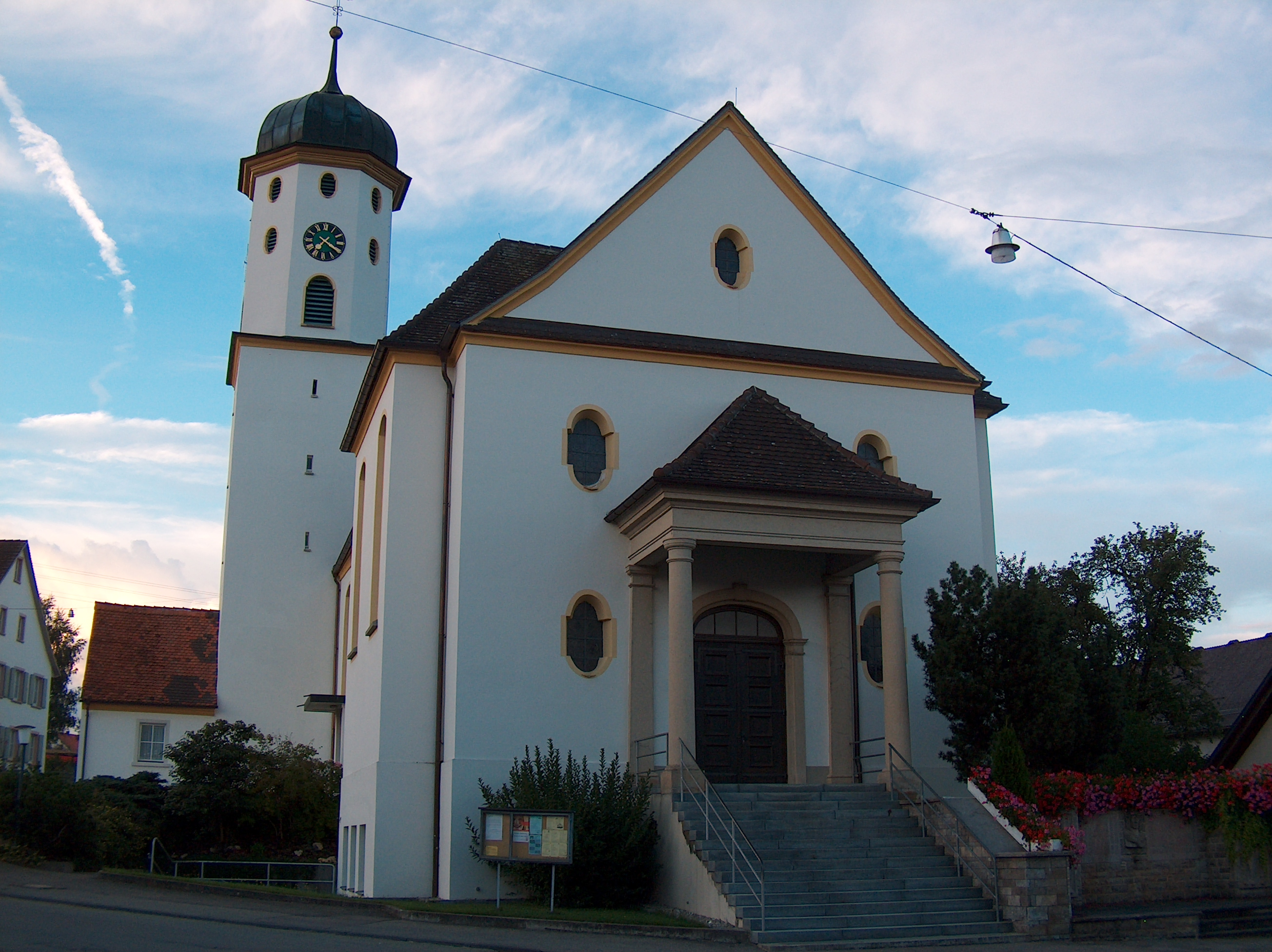
St. Peter- und Paul-Kirche

- Die katholische Kirche St. Peter und Paul wurde von 1712 bis 1715 als Barockkirche vermutlich von Hofbaumeister Johann Georg Brix erbaut.

## Wirtschaft und Infrastruktur

### Verkehr
Der Öffentliche Nahverkehr wird durch den Verkehrsverbund Neckar-Alb-Donau (NALDO) gewährleistet. Das Dorf befindet sich in der Wabe 443.

## Anmerkung
1. ↑  Gemarkungsfläche 16.112.147 m²